# 富士クオリティハウス
富士クオリティハウス株式会社は、群馬県伊勢崎市に本社を置き、コンテナハウスの製造・販売・レンタルなどを手掛ける企業。ユアサ商事の100%子会社。旧社名は富士重工ハウス株式会社。

## 概要
主に「フジ・コンテナハウス」「フジ・ミニハウス」のブランド名でコンテナハウスの製造・販売・レンタルを手掛けているが、建築設計事務所業務も手掛けている。
SUBARUは、1971年に当時手掛けていたバス車体製造事業のノウハウを生かし、コンテナハウス事業へ進出。以降も法人向けや個人向けにコンテナハウスを販売してきたが、コンテナハウス事業は2004年に富士ハウレン株式会社へ分社化された。
SUBARUとユアサ商事は2020年3月2日に、SUBARUとスバルファイナンスが保有していた富士重工ハウス全株式をユアサ商事へ譲渡した事を発表。同日付で、商号を富士クオリティハウス株式会社へ変更した。同時に本社も、桐生工業伊勢崎工場（旧：富士重工業伊勢崎製作所→スバルカスタマイズ工房）内から展示場がある伊勢崎市西田町へ移転した。
ユアサ商事は、富士クオリティハウス製品をグループネットワークを通じて販売するとしている。

## 沿革
- 1999年9月1日 - 富士ハウレン関東株式会社として設立。
- 2004年4月1日 - 富士重工業（当時）から、コンテナハウス事業を譲受。商号を富士ハウレン株式会社へ変更。
- 2011年 - 商号を富士重工ハウス株式会社へ変更。
- 2020年3月2日 - SUBARUとスバルファイナンスが保有していた全株式をユアサ商事へ譲渡。同時に商号を富士クオリティハウス株式会社へ変更。本社を桐生工業伊勢崎工場（旧：富士重工業伊勢崎製作所→スバルカスタマイズ工房）内から伊勢崎市西田町へ移転。